# Extrasístole ventricular
Una extrasístole ventricular ("ESV") es una contracción prematura (extrasístole) del ventrículo cardíaco y resultante de este último. Por tanto, se opone a las extrasístoles auriculares.
En términos diagnósticos, lo que importa es si la extrasístole ventricular presenta o no signos de gravedad que pueden derivar en taquicardia ventricular, con la necesidad de introducir tratamiento antiarrítmico. De lo contrario, la mayoría de las veces requiere un monitoreo simple.

## Epidemiología
Son muy frecuentes, incluso en ausencia de enfermedad. Se encuentra en casi el 40% de los pacientes sanos, pero su número rara vez supera las 200/24 h.

## Clínica
Puede ser completamente asintomático y descubrirse durante un examen sistemático o puede causar palpitaciones. En raras ocasiones, si el número de extrasístoles ventriculares es muy grande, puede ser responsable de un cuadro de insuficiencia cardíaca.
Tanto en el examen como en el examen físico, nada puede distinguir una extrasístole auricular de una extraístole ventricular.

## Diagnóstico
El electrocardiograma se puede utilizar para diagnosticarlos si son lo suficientemente frecuentes como para aparecer en una grabación de unos diez segundos. Si son más raros, un holter cardíaco (registro de 24 horas o más) es útil. Sin embargo, existe una variabilidad significativa entre días en el número de extrasístoles ventriculares y pueden requerir registros más prolongados o repetidos.

### ECG
Incluir un QRS complejo no precedido por (o sin una relación cronológica fija con) una onda P, el complejo QRS es típicamente ancho (mayor de 0,12 s) y deformado con respecto a los complejos QRS básicos con cualquier lado del bloqueo de la rama derecha si es un sistema ventricular prematuro con origen en el ventrículo izquierdo, o de bloqueo de rama izquierda si es un VSE con origen en el ventrículo derecho. La repolarización se invierte con una onda T negativa.

### Otros exámenes
Se debe realizar una ecocardiografía para buscar la causa de la extrasístole. Una prueba de esfuerzo permite ver si este último aumenta o por el contrario disminuye o desaparece con el esfuerzo. Dependiendo de la orientación diagnóstica, las investigaciones pueden complementarse con resonancia magnética cardíaca, angiografía coronaria.

## Elementos pronósticos
El principal riesgo de VSE es inducir una arritmia ventricular más grave, ya sea taquicardia ventricular o fibrilación ventricular con riesgo de muerte súbita. La extrasístole ventricular será el desencadenante de una arritmia sostenida.
Son varias las características que permiten estimar este riesgo de complicaciones:
- La morfología (forma) de las ESV: cuando todas las extrasístoles tienen el mismo aspecto, se dice que son monomórficas . Cuando tienen diferentes formas, se dice que son polimórficos (existencia de varios focos ectópicos): entonces son potencialmente más graves. Asimismo, una mayor prolongación del QRS aumenta el riesgo de desarrollar miocardiopatía.[4]
- El intervalo de acoplamiento: se dice que el acoplamiento de una extrasístole con respecto al complejo QRS anterior es corto cuando la ESV se produce en la parte superior de la onda T anterior (extrasístole precoz o fenómeno R / T). El riesgo es entonces mayor de aparición de taquicardia ventricular.
- El número de ESV por 24 horas solo puede determinarse mediante un holter y no es un criterio despectivo. Una extrasístole cuantitativamente muy grande rara vez puede causar insuficiencia cardíaca.[5] Sin embargo, el número de extrasístoles parece estar correlacionado con un mayor riesgo de enfermedad cardiovascular.[6]
- Su ritmo:
  - se habla de un doblete (dos ESV seguidas), un triplete (tres ESV seguidas); más allá de eso, se habla de un estallido de ESV o taquicardia ventricular sin apoyo. Estos fenómenos son más peyorativos que las extrasístoles aisladas.
  - pueden ser bigeminis (una ESV después de cada complejo normal) o trigeminal (una ESV cada dos complejos normales).
- La circunstancia de la ocurrencia: un inicio preferencial durante el ejercicio puede ser indicativo de enfermedad coronaria y es un criterio de gravedad. Se puede realizar una prueba de esfuerzo para evaluarlos mejor.
- El ¿personaje/carácter? interpolado: Por lo general, una extrasístole va seguida de una breve pausa, llamada "descanso compensatorio", y, por lo tanto, cambiando ligeramente la frecuencia cardíaca. En algunos casos, este descanso compensatorio no existe y el siguiente complejo ocurre como si no se hubiera producido la extrasitole. Luego se habla de "extrasístole interpolada", con un mayor riesgo de revelar o complicarse por una miocardiopatía.[7]
- Los electrofisiólogos, médicos y sociedades científicas ofrecen puntuaciones, por ejemplo desde 1971 una clasificación pronóstica del cardiólogo estadounidense Bernard Lown.[8]

La gravedad de la extraístole también depende de la existencia de una cardiopatía subyacente y especialmente de la alteración de la función sistólica cuantificada por la fracción de eyección. Por lo tanto, una ecocardiografía es parte de la evaluación de cualquier extrasístole ventricular.
Por tanto, pueden considerarse benignos los VSE sobre corazón sano, monomórficos, de gran amplitud, sin forma repetitiva, disminuyendo o desapareciendo con el esfuerzo.
Muy prematuros (o precoces), repetitivos (que ocurren en dobletes, tripletes o incluso estallidos de taquicardia ventricular), polimórficos, con muy QRS deben considerarse potencialmente graves, y por tanto justificando el tratamiento antiarrítmico, así como el de la causa. Agrandado y de baja amplitud, empeorando con el esfuerzo, especialmente si ocurren en un corazón patológico.

## Tratamiento
El manejo de los sistemas ventriculares prematuros ha sido objeto de la publicación de recomendaciones . Los de la " Sociedad Europea de Cardiología Fecha de 2015.
Sus objetivos son evitar la muerte súbita y, de paso, mejorar la calidad de vida reduciendo las molestias funcionales. Por tanto, las EVA benignas y asintomáticas no requieren ningún tratamiento.
Si se consideran benignos pero molestan al paciente, podemos proponer reglas higieno-dietéticas (reducción o eliminación de estimulantes), más o menos asociadas a un tratamiento sedante de tipo ansiolítico. en caso de deterioro funcional significativo, se puede proponer el uso de ciertos antiarrítmicos como los betabloqueantes, pero su eficacia sigue siendo debatida en esta indicación. En casos raros, se puede proponer la ablación por radiofrecuencia del sitio de aparición de la extrasístole.
El tratamiento de la extrasístole con criterios de gravedad debe permitir minimizar el riesgo de aparición de complicaciones ( taquicardia o fibrilación ventricular ). Se basa en el tratamiento de la causa cuando se identifica : enfermedad cardíaca subyacente. También es posible tratar un factor desencadenante o promotor ( hipopotasemia, interrupción de un tratamiento cuyo efecto arritmogénico se sospecha). . . ). Se puede proponer una terapia con medicamentos tipo antiarrítmico. : betabloqueantes, amiodarona, bloqueadores de los canales de calcio .